# Velodrome Suisse
Il Velodrome Suisse (ufficialmente Tissot Velodrome per ragioni di sponsorizzazione) è un velodromo coperto situato a Grenchen, del Canton Soletta, nel distretto di Lebern in Svizzera.
Il progetto è lanciato da Andy Rihs, proprietario del marchio di biciclette BMC con sede a Grenchen. Il velodromo con un costo di 17 milioni di franchi è finanziato da Andy Rihs, dal comune di Grenchen, dal cantone di Soletta, dall'Ufficio federale dello sport , dal ciclismo svizzero e da altri sponsor e donatori. La pista del velodromo viene omologata dall'UCI il 20 giugno 2013 ed inaugurata il giorno successivo dopo 15 mesi di costruzione.
Ha ospitato tre edizioni dei Campionati europei di ciclismo su pista: nel 2015, 2021 e 2023.
Il velodromo ha ospitato diversi record dell'ora. Il primo a riuscirvi è stato il tedesco Jens Voigt che il 18 settembre 2014 percorse 51,115 km. L'8 febbraio 2015 l'australiano Rohan Dennis ha percorso 52,491 km. Il 19 agosto 2022 il britannico Daniel Bigham ha percorso 55,548 km. L'8 ottobre 2022 l'italiano Filippo Ganna ha percorso 56,792 km.